# Вормський едикт

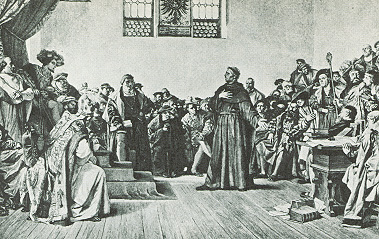
Виступ Лютера на Вормському рейхстазі 1521 р.

Вормський едикт (нім. Wormser Edikt) — указ, проголошений імператором Священної Римської імперії Карлом V 25 травня 1521 року в кінці роботи Вормського рейхстагу 1521 року, що оголосив Мартіна Лютера єретиком та злочинцем і заборонив видання та розповсюдження його праць. Крім того Вормським едиктом проголошувалося, що надання Лютеру притулку чи іншої допомоги також розцінюється як злочин проти законів імперії.